# Daiki Hašioka
Daiki Hašioka (japonsky 橋岡 大樹, * 17. května 1999 Saitama) je japonský profesionální fotbalista, který hraje na pozici pravého obránce či záložníka za český klub SK Slavia Praha a za japonský národní tým.

## Klubová kariéra

### Urawa Red Diamonds
Hašioka je odchovancem japonského klubu Urawa Red Diamonds. Svůj debut si odbyl 30. srpna 2017 v utkání ligového poháru proti Cerezo Ósaka. Mládežnický reprezentant se stal v roce 2018 stabilním členem základní sestavy Urawy, se kterou 12. září 2018 vyhrál císařský pohár.
V roce 2019 s Urawou postoupil až do finále asijské Ligy mistrů, kde japonský celek nestačil na Al Hilal.
V dresu Urawy odehrál Hašioka během čtyř sezon dohromady 96 soutěžních utkání, v nichž vstřelil 6 branek a přidal 7 asistencí.

### Sint-Truiden
V lednu 2021 se Hašioka poprvé přesunul do Evropy, když odešel na půlroční hostování s opcí do belgického klubu K. Sint-Truidense VV. Svůj debut v klubu si odbyl 28. února, kdy nastoupil do závěru prvoligového utkání proti KAS Eupen. V belgickém klubu se ihned stal stabilním členem základní sestavy, v jarní části sezony odehrál 6 utkání a připsal si 3 asistence.
V létě 2021 přestoupil Hašioka do Sint-Truidenu natrvalo a zahrál si na letních olympijských hrách v Tokiu. V sezoně 2021/22 odehrál Hašioka 31 soutěžních utkání a zaznamenal 4 asistence.
O své místo v základní sestavě nepřišel ani v následující sezoně, nastoupil do 35 utkání a připsal si 5 asistencí.
Svou první branku v Jupiler Pro League vstřelil 17. září 2023, a to při výhře 2:0 nad KV Mechelen. V podzimní části sezony 2023/24 nastoupil do 19 soutěžních utkání s bilancí 2 branek a 2 asistencí. Dohromady v dresu Sint-Truidenu odehrál během tří let 91 soutěžních utkání, v nichž vstřelil 2 branky a přidal 14 asistencí.

### Luton Town
V lednu 2024 přestoupil Hašioka do anglického prvoligového Luton Townu za částku okolo 2 milionů euro; stal se vůbec prvním japonským hráčem v historii klubu. Svůj debut si odbyl 27. února, kdy nastoupil do závěru utkání FA Cupu proti Manchesteru City. V Premier League si odbyl svůj debut 2. března v utkání proti Aston Ville. V jarní části sezony 2023/24 pravidelně nastupoval, odehrál dohromady 11 utkání, nicméně sestupu do EFL Championship zabánit nedokázal.
V druhé anglické lize si odbyl svůj debut až 19. října 2024 v utkání 10. kola proti Watfordu. Ve zbytku podzimní části sezony pravidelně nastupoval v základní sestavě, ze které vypadl až v únoru následujícího roku. Dohromady v sezoně odehrál především i vinou zranění jen 17 soutěžních utkání a s Lutonem opět sestoupil.

### Slavia Praha
V červnu 2025 přestoupil do pražské Slavie. V Edenu podepsal smlouvu do 30. června 2029.

## Reprezentační kariéra
Hašioka postupně prošel všemi mládežnickými výběry japonské reprezentace.
Hašioka si odbyl svůj debut v japonské reprezentaci 10. prosince 2019 v zápase East Asian Football Championship proti Číně.
V létě 2021 byl nominován na závěrečný turnaj na letních olympijských hrách v Tokiu. S japonským týmem došel až do semifinále turnaje, kde nestačili na španělský celek (0:1 po prodloužení).
Do seniorské reprezentace se Hašioka vrátil po více než třech letech v březnu 2023, kdy byl nominován na přátelské zápasy proti Uruguayi a Kolumbii.

## Statistiky
| Japonsko | Japonsko | Japonsko |
| Roky     | Záp.     | Góly     |
| -------- | -------- | -------- |
| 2019     | 2        | 0        |
| 2023     | 5        | 0        |
| 2024     | 4        | 0        |
| Celkem   | 11       | 0        |

## Úspěchy

### Klubové
Urawa Red Diamonds
- Císařský pohár: Vítěz; 2018